# Vicky Randall

Vicky Randall

Vicky Randall (* als Mary Victoria Madge am 3. April 1945; † 22. November 2019 in London) war eine britische Politikwissenschaftlerin, die als Professorin an der University of Essex forschte und lehrte. Von 2008 bis 2011 war sie Vorsitzende der Political Studies Association (PSA). Sie zählt zu den Pionierinnen der feministischen Politikwissenschaft.
Randall war die Tochter des Dichters und Soziologen Charles Madge und der Romanautorin Inez Pearn (die unter dem Namen Elizabeth Lake veröffentlichte). Sie studierte von 1964 bis 1967 Geschichte am Newnham College der University of Cambridge und wechselte dann an die London School of Economics and Political Science, wo sie einen Master-Abschluss machte und promoviert wurde. Noch während sie an ihrer Dissertationsschrift arbeitete, begann sie an der Polytechnic of Central London (inzwischen University of Westminster) zu unterrichten. Ende der 1980er-Jahre ging sie an die University of Essex, wurde dort 1996 Professorin für Politikwissenschaft und 2010 emeritiert.

## Schriften (Auswahl)
- The politics of child daycare in Britain. Oxford University Press, Cambridge/New York 2000, ISBN 0198280483.
- Mit Robin Theobald: Political change and underdevelopment. A critical introduction to Third World politics. 2. Auflage, Duke University Press, Durham 1998, ISBN 0822320797.
- Mit Joni Lovenduski: Contemporary feminist politics. Women and power in Britain. Oxford University Press, Oxford/New York 1993, ISBN 0198277385.
- Women and politics. An international perspective. 2. Auflage, University of Chicago Press, Chicago 1987, ISBN 0226703924.